# پوگجیو راتتیری
پوگجیو راتتیری (به ایتالیایی: Poggio Rattieri) یک منطقهٔ مسکونی در ایتالیا است که در تریچلا سیکورا واقع شده‌است.